# Francis Bartolozzi

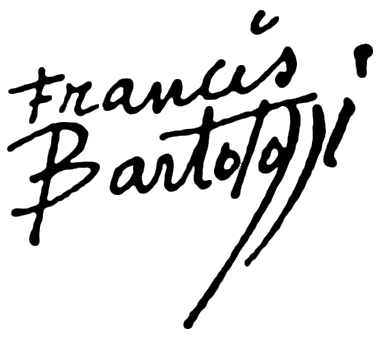
Francis Bartolozzis Autogramm

Francis Bartolozzi, auch Piti oder Pitti Bartolozzi, vollständiger Name Francisca Bartolozzi Sánchez (* 6. September 1908 in Madrid; † 8. November 2004 in Pamplona), war eine spanische Graveurin, Plakatmalerin, Karikaturistin, Malerin, Schriftstellerin und Illustratorin von Kindergeschichten. Sie ist die Mutter des Künstlers Rafael Bartolozzi, des Journalisten und Schriftstellers Pedro Lozano Bartolozzi und der Historikerin und Lehrerin María del Mar Lozano Bartolozzi, die aus ihrer Ehe mit dem Maler, Zeichner und Plakatkünstler Pedro Lozano de Sotés hervorgingen.

## Leben
Francis Bartolozzi war die Tochter des Karikaturisten Salvador Bartolozzi und seiner Frau Angustias Sánchez. Nach eigenen Angaben wuchs sie in einem künstlerischen Umfeld auf, umgeben von Karikaturen, Pinseln und Stiften. Der Journalist Tomás Borrás sagte 1931 über sie, sie sei eine enge Verwandte von „Pinocchio“, in Anspielung auf die sehr erfolgreiche Kinderzeitschriftenreihe des Vaters aus den 1920er Jahren. Ihr Spitzname „Pitti“ stammt aus ihrer frühesten Kindheit, als sie gerade anfing, sprechen zu lernen:

„El nombre de Pitti no fue ninguna ocurrencia paterna. La historia es muy sencilla y normal. Mi madrina se llamaba ‘Paquita’ y a mí me pusieron su nombre, ‘Francisca’ o ‘Paquita’. Cuando me preguntaban cómo me llamaba, no me salía bien el nombre de ‘Paquita’, y decía siempre ‘Pitita’. Al final, después de tanto ‘Pitita, Pitita’, decidieron Ilamarme ‘Pitti’, que es más simple y sencillo.“

„Der Name Pitti kommt nicht von meinem Vater. Die Geschichte ist ganz einfach und normal. Meine Patentante hieß ‚Paquita‘ und ich bekam ihren Namen, ‚Francisca‘ oder ‚Paquita‘. Wenn man mich fragte, wie ich heiße, konnte ich den Namen ‚Paquita‘ nicht richtig aussprechen und sagte immer ‚Pitita‘. Am Ende, nach so viel ‚Pitita, Pitita‘, haben sie beschlossen, mich ‚Pitti‘ zu nennen, was einfacher und schlichter ist.“

1918 begann ihr Schulunterricht mit Ziel Abitur am Instituto Escuela, einer Erweiterung der Institución Libre de Enseñanza, wo sie von Ramón Menéndez Pidal, María de Maeztu, Jimena Menéndez-Pidal, Rafael Benedito und Victoria Kent unterrichtet wurde.
1925 schrieb sie sich an der Real Academia de Bellas Artes de San Fernando ein, wo sie ihren späteren Ehemann Pedro Lozano de Sotés kennenlernte. Zu ihren Lehrern gehörten Julio Romero de Torres, Cecilio Pla und José Moreno Carbonero. Neben ihrem zukünftigen Ehemann war sie mit Remedios Varo, Pilar Gamonal, Francisco Ribera und Adela Tejero befreundet.
Bartolozzi begann ihre Arbeit als Illustratorin von Geschichten für Editorial Calleja. Ab 1930 veröffentlichte sie zusammen mit Antonio Robles und Elena Fortún Comicstrips in der Zeitschrift Crónica, in der Rubrik Cuentos para niños („Geschichten für Kinder“). Dort schuf sie in ihren Comics die Figuren „Canito“ und „Gata Peladilla“. Sie beteiligte sich an der wöchentlichen Kinderbeilage Gente Menuda der Zeitung ABC. Wie andere Frauen des damaligen kulturellen Milieus besuchte sie die Versammlungen des Lyceum Club Femenino und förderte den Primer Salón de Dibujantas im Jahr 1931.
Im Jahr 1932 entwarf sie zusammen mit Lozano de Sotés die Bühnenbilder für die Misiones Pedagógicas, ein kulturelles Solidaritätsprojekt, das von der Regierung der Zweiten Spanischen Republik gefördert wurde. Ende des folgenden Jahres, am 22. Dezember 1933, heirateten die beiden. Sie gingen zuerst nach Pamplona und dann zurück nach Madrid, um die Arbeit an den Bühnenbildern fortzusetzen. Zwischen 1934 und 1937 veröffentlichte sie für die Zeitschrift Crónica die Serie Canito y su gata Peladilla, die sehr erfolgreich war.
Bartolozzi, ihr Ehemann und ihre Schwägerin Carmen hatten die Sanfermines in Pamplona verbracht, als sie am 16. Juli 1936 nach Madrid zurückkehrten. Zwei Tage später brach der Spanische Bürgerkrieg aus und Bartolozzi wurde zusammen mit ihrer Schwägerin beinahe von einer Gruppe Republikaner erschossen, die glaubten, Heckenschützen gefangen genommen zu haben. Während des Krieges arbeiteten die drei in Madrid für die Zeitung Altavoz del frente. Später zogen sie nach Valencia, wo Bartolozzi die Radierungen für den spanischen Pavillon auf der Weltfachausstellung Paris 1937 schuf.
Kurz vor der Geburt des ersten Sohnes Pedro (1939) zog das Ehepaar nach Pamplona, wo auch die weiteren Kinder, Rafael (1943), eine Tochter (1946) und María del Mar (1949), geboren wurden.
In den 1940er Jahren schuf sie regelmäßig Werke in Zusammenarbeit mit ihrem Mann, wobei sie sich bei vielen Gelegenheiten im Hintergrund hielt. Ab 1944 arbeitete sie häufig mit der Zeitschrift Pregón zusammen, in der von ihr signierte Comics veröffentlicht wurden. Außerdem malte sie Wandbilder in Schulen, Kirchen und Geschäften.
Im Jahr 1950 begann sie, Comics für die Zeitung Arriba España zu zeichnen, wie die Aventuras del capitán Trompeta y el marino Trompetín („Die Abenteuer von Kapitän Trompete und dem Seemann Trompetín“). Außerdem erschienen Picatoste y el Negrito Chimenea, Aventuras y desventuras de Canito o Carolina y la perra Marcelina. 1951 entwarf sie die Kostüme für das Ballett Duguna, das von der Institución Príncipe de Viana und der Stadtverwaltung von Pamplona gefördert wurde. Im Jahr 1953 widmete sie sich der Ausmalung mehrerer Wandbilder in der Kirche San José und der Kindertagesstätte im Stadtviertel La Chantrea. Es folgten weitere Wandgemälde in Kapellen und Kirchen in Navarra und in der Landwirtschaftsschule in Villava-Atarrabia.
In einem Artikel in der Zeitschrift Pregón von 1955, der als Künstlerinnengespräch über Maler wie Picasso und Dalí zwischen ihr, Elena Goicoechea und Lourdes Unzu gestaltet war, forderte sie zum einen eine größere Rolle für Frauen in prominenten Positionen und erzählte zum anderen, wie sie trotz der traditionell den Frauen übertragenen häuslichen Aufgaben Zeit fand, um sich weiterhin künstlerisch zu betätigen:

„Yo misma, a pesar de mis cuatro hijos y de todos los quehaceres domésticos, en cuanto encuentro una hora de esas de aburrimiento, cojo un lápiz y me pongo a dibujar; y mientras zurzo calcetines a los hijos o coso unos botones, pienso en un cuento, o en una comedia infantil, que muchas veces son mis propios hijos los que primero las representan. Además, esta afición, que nació conmigo, se la he inculcado a mis hijos y los cuatro pasan sus mejores ratos dibujando. Guardo todos sus dibujos, que además nos sirven a su padre y a mí, de inspiración, pues la pintura moderna, desde Matisse, Gauguin y Rousseau a los pintores modernos, no es más que intentar volver de nuevo a esa ingenuidad y sencillez de los dibujos infantiles.“

„Ich selbst nehme trotz meiner vier Kinder und aller häuslichen Pflichten, sobald ich eine Stunde Langeweile habe, einen Stift in die Hand und beginne zu zeichnen; und während ich die Socken meiner Kinder stopfe oder Knöpfe annähe, denke ich an eine Geschichte oder eine Kinderkomödie, die meine eigenen Kinder oft als erste nachspielen. Dieses Hobby, das mir in die Wiege gelegt wurde, hat sich auch auf meine Kinder übertragen, und alle vier verbringen ihre schönsten Momente mit Zeichnen. Ich bewahre alle ihre Zeichnungen auf, die auch ihrem Vater und mir als Inspiration dienen, denn die moderne Malerei, von Matisse, Gauguin und Rousseau bis zu den modernen Malern, ist nichts anderes als der Versuch, zur Naivität und Einfachheit der Kinderzeichnungen zurückzukehren“

1957 arbeitete sie mit dem Institución Cunas von José Uranga Iraola zusammen und gestaltete die Werke im Teatro Gayarre in Pamplona. 1961 hatte sie beim Malen des Wandgemäldes für die Bar des Instituto Príncipe in Viana einen schweren Unfall, als sie vom Gerüst stürzte und mehrere Tage im Krankenhaus verbringen musste.
1965 gestaltete die ganze Familie, Eltern und Kinder, im Auftrag von Santos Beguiristáin das Wandgemälde der Sala de Juntas de la Hermandad de Ermitaños, eines Gebäudes, das an die Einsiedelei Santa María de Arnotegui in Obanos angebaut ist.
Neben ihrer Tätigkeit als Malerin veranstaltete sie Ausstellungen wie 1996 im Centro de Cultura Contemporánea de Barcelona und im Deutschen Historischen Museum in Berlin. Außerdem schrieb sie Kurzgeschichten, Meinungsartikel und Theaterstücke.
Im Mai 1999 fand im Museo de Navarra in Pamplona eine Retrospektive ihres Werks statt, bei der einige ihrer Zeichnungen aus Kriegszeiten, die sich seit 1989 im Besitz des Museums befinden, zum ersten Mal ausgestellt wurden.
In der Zeit nach ihrem Tod 2004 waren ihre Werke Teil mehrerer Ausstellungen zu Comics und Illustration: 2016 fand in der Academia de España en Roma die Ausstellung Presentes: autoras de tebeo de ayer y de hoy statt, die Leben und Werk von Bartolozzi als einer der vergessenen Frauen in der Welt der Comics in Spanien würdigte. 2019 waren ihre Arbeiten Teil der Gruppenausstellung Dibujantas, pioneras de la Ilustración im Museo ABC und im selben Jahr gab es eine Retrospektive im Palacio del Condestable in Pamplona anlässlich des X Salón del Cómic de Navarra.
Francis Bartolozzi starb im November 2004 im Alter von 96 Jahren.